# Black Summer
Black Summer ist eine US-amerikanische postapokalyptische Zombie-Drama-Serie von Karl Schaefer und John Hyams. Die erste Staffel mit 8 Episoden wurde am 11. April 2019 bei Netflix veröffentlicht.
Die Serie wurde vom Produktionsunternehmen The Asylum produziert, das auch Z Nation produziert hat. Für das Drehbuch und die Regie ist größtenteils John Hyams verantwortlich. Jaime King spielt eine der Hauptrollen als Rose, eine Mutter, die am Anfang einer Zombie-Apokalypse von ihrer Tochter getrennt wird.
Viele der Drehorte sind in Calgary, Alberta in Kanada. Im November 2019 bestellte Netflix eine zweite Staffel aus 8 Episoden. Diese erschien am 17. Juni 2021.

## Handlung
Zu Beginn einer Zombie-Apokalypse wird eine Mutter von ihrer Tochter getrennt. Um sie wiederzufinden, begibt sie sich auf eine schreckliche Reise und macht vor nichts Halt. Zusammen mit einer kleinen Gruppe Überlebender muss sie einer feindlichen neuen Welt trotzen und schwierige Entscheidungen treffen.

## Besetzung und Synchronisation
Die deutsche Synchronisation wurde von der Synchronfirma CSC-Studio erstellt. Für das Dialogbuch und die Dialogregie war Kerstin Draeger verantwortlich.

### Hauptdarsteller
| Rolle                   | Schauspieler    | Hauptrolle      | Nebenrolle       | Synchronsprecher                     |
| ----------------------- | --------------- | --------------- | ---------------- | ------------------------------------ |
| Rose                    | Jaime King      | 1.01–           |                  | Simona Pahl                          |
| Ooh „Sun“ Kyungsun      | Christine Lee   | 1.01–           |                  | Lotta Doll (S1) Marnie Aramruck (S2) |
| Anna                    | Zoe Marlett     | 2.01–           | 1.01, 1.05, 1.08 | Emmi Bohla                           |
| Julius James („Spears“) | Justin Chu Cary | 1.01–2.07       |                  | Matthias Klimsa                      |
| Lance                   | Kelsey Flower   | 1.01–1.08       | 2.01             | Fabian Harloff                       |
| William Velez           | Sal Velez, Jr.  | 1.01–1.08       |                  | Oliver Hörner                        |
| Carmen                  | Erika Hau       | 1.02, 1.04–1.08 |                  | Manuela Eifrig                       |

### Nebendarsteller
| Rolle                  | Schauspieler           | Episoden                    | Synchronsprecher  |
| ---------------------- | ---------------------- | --------------------------- | ----------------- |
| Patrick                | Ty Olsson              | 1.01                        |                   |
| Barbara Watson         | Gwynyth Walsh          | 1.01–1.02                   |                   |
| Ryan                   | Mustafa Alabssi        | 1.01–1.03                   |                   |
| Governale              | Nathaniel Arcand       | 1.01, 1.06–1.07             |                   |
| Bronk                  | Tom Carey              | 1.01, 1.06–1.07             |                   |
| Phil                   | Stafford Perry         | 1.02, 1.04–1.05             |                   |
| Manny                  | Edsson Morales         | 1.02, 1.04–1.06             |                   |
| Earl                   | Nyren B. Evelyn        | 1.03, 1.05–1.07             |                   |
| Anführer in der Schule | Aidan Fink             | 1.03                        | Philipp Draeger   |
| Junge in der Schule    | Kash Hill              | 1.03                        |                   |
| Ray Nazeri             | Bobby Naderi           | 2.01–2.02, 2.04, 2.06, 2.08 | Daniel Schütter   |
| Mance                  | Jessie Lipscombe       | 2.01–2.02, 2.04, 2.06, 2.08 |                   |
| Sonny                  | Dakota Daulby          | 2.01–2.03                   | Jörn Linnenbröker |
| Mom                    | Brenda Robins          | 2.01–2.03                   | Carla Becker      |
| Mark                   | Travis Friesen         | 2.01–2.03                   |                   |
| Freddie                | G. Michael Gray        | 2.01–2.04                   | Johannes Semm     |
| Rhonda                 | Kumiko Konishi         | 2.02–2.03                   | Leoni Oeffinger   |
| Braithwaite            | Bechir Sylvain         | 2.02, 2.05                  | Daniel Welbat     |
| Boone                  | Manuel Rodriguez-Saenz | 2.03–2.04, 2.06–2.08        | Alexander Merbeth |

## Episodenliste

### Staffel 1
| Nr. (ges.) | Nr. (St.) | Deutscher Titel  | Originaltitel | Erstveröffentlichung USA | Deutschsprachige Erstveröffentlichung (D/A/CH) | Regie      | Drehbuch                   |
| ---------- | --------- | ---------------- | ------------- | ------------------------ | ---------------------------------------------- | ---------- | -------------------------- |
| 1          | 1         | Menschenfluss    | Human Flow    | 11. Apr. 2019            | 11. Apr. 2019                                  | John Hyams | Karl Schaefer & John Hyams |
| 2          | 2         | Die Fahrt        | Drive         | 11. Apr. 2019            | 11. Apr. 2019                                  | John Hyams | John Hyams                 |
| 3          | 3         | Sommerschule     | Summer School | 11. Apr. 2019            | 11. Apr. 2019                                  | Abram Cox  | Abram Cox                  |
| 4          | 4         | Allein           | Alone         | 11. Apr. 2019            | 11. Apr. 2019                                  | Abram Cox  | Abram Cox                  |
| 5          | 5         | Diner            | Diner         | 11. Apr. 2019            | 11. Apr. 2019                                  | John Hyams | John Hyams                 |
| 6          | 6         | Der Raubüberfall | Heist         | 11. Apr. 2019            | 11. Apr. 2019                                  | Abram Cox  | Abram Cox                  |
| 7          | 7         | Der Tunnel       | The Tunnel    | 11. Apr. 2019            | 11. Apr. 2019                                  | John Hyams | Daniel Schaefer            |
| 8          | 8         | Das Stadion      | The Stadium   | 11. Apr. 2019            | 11. Apr. 2019                                  | John Hyams | John Hyams                 |

### Staffel 2
| Nr. (ges.) | Nr. (St.) | Deutscher Titel | Originaltitel | Erstveröffentlichung USA | Deutschsprachige Erstveröffentlichung (D/A/CH) | Regie      | Drehbuch                        |
| ---------- | --------- | --------------- | ------------- | ------------------------ | ---------------------------------------------- | ---------- | ------------------------------- |
| 9          | 1         | Die Kälte       | The Cold      | 17. Juni 2021            | 17. Juni 2021                                  | John Hyams | John Hyams                      |
| 10         | 2         | Auftakt         | Prelude       | 17. Juni 2021            | 17. Juni 2021                                  | Abram Cox  | Karl Schaefer & Daniel Schaefer |
| 11         | 3         | Das Kartenspiel | Card Game     | 17. Juni 2021            | 17. Juni 2021                                  | John Hyams | Sarah Sellman                   |
| 12         | 4         | Kalter Krieg    | Cold War      | 17. Juni 2021            | 17. Juni 2021                                  | Abram Cox  | Abram Cox                       |
| 13         | 5         | Das weiße Pferd | White Horse   | 17. Juni 2021            | 17. Juni 2021                                  | John Hyams | Henry G.M. Jones                |
| 14         | 6         | Währung         | Currency      | 17. Juni 2021            | 17. Juni 2021                                  | Abram Cox  | Jen Derwingson-Peacock          |
| 15         | 7         | Die Lodge       | The Lodge     | 17. Juni 2021            | 17. Juni 2021                                  | John Hyams | Abram Cox                       |
| 16         | 8         | Das Flugzeug    | The Plane     | 17. Juni 2021            | 17. Juni 2021                                  | Abram Cox  | Karl Schaefer                   |

## Produktion

### Entwicklung
Am 19. Juli 2018 wurde berichtet, dass Netflix eine „Spin-off“-Prequel-Serie für Syfys Z Nation mit dem Titel Black Summer beauftragt hatte. Die Serie wurde vom Mitschöpfer und Executive Producer von Z Nation, Karl Schaefer, zusammen mit dem Mitproduzenten der Mutterserie, John Hyams, entworfen. Schaefer und Hyams dienen auch als Showrunner für die Prequel-Serie.

### Verbindung zuZ Nation
Die Verbindung zwischen Black Summer und Z Nation wird einen ähnlichen Ansatz verfolgen, wie die Beziehung zwischen Fear the Walking Dead und The Walking Dead, da nicht geplant ist, dass eine der Figuren von Z Nation in der Prequel-Serie erscheint. DJ Qualls, Schauspieler von Z Nation, enthüllte auf der San Diego Comic-Con, dass die Syfy-Serie „ziemlich lange“ nach den Geschehnissen von Black Summer stattfindet, was ihm das Gefühl gibt, die Besetzung sei „zu alt“, als dass ein Crossover funktionieren könne. Die beiden Serien teilen jedoch „die meisten ihrer Schreib-, Regie- und Produktionsmitarbeiter“ sowie die Produktionsfirma The Asylum.
Die Hauptdarstellerin Jaime King behauptete, die Serie habe keinerlei Verbindung zu Z Nation und sei daher eine eigenständige Show.